# Хаммам-Фараун
Хамма́м-Фарау́н (Марса-Хаммам) — бухта, розташована в східній частині Суецької затоки Червоного моря. Розташована в межах Єгипту. На березі розташовані склади палива та пристань для вивозення гіпсу з сусіднього кар'єру.
| Єгипет | Це незавершена стаття з географії Єгипту. Ви можете допомогти проєкту, виправивши або дописавши її. |